# Arbejdspladsen (film)
|  | Denne artikel er oprettet af botten Steenthbot ud fra en ekstern database. Den kan derfor have sproglige fejl eller mangler. Denne skabelon kan fjernes efter kontrol af indholdet. |

Arbejdspladsen er en dansk dokumentarfilm fra 2013 instrueret af Ole Stenum og Carsten Dahl.

## Handling
Hvorfor vil man hellenere miste sin højre hånd end sit arbejde på en floting-action kuglepennefabrik..? Hvad er passionen ved arbejde?